# René Visse
René Visse (ur. 22 października 1937 w Attigny, zm. 18 lutego 2020 w Charleville-Mézières) – francuski polityk, deputowany.

## Działalność polityczna
Był politykiem Francuskiej Partii Komunistycznej. W okresie od 19 marca 1978 do 22 maja 1981 zasiadał w Zgromadzeniu Narodowym.